# Abri de la Route-de-Luxembourg
L'abri de la Route-de-Luxembourg, ou abri de la Route-du-Luxembourg, est un abri d'intervalle de la ligne Maginot, situé sur la commune d'Hettange-Grande, dans le département de la Moselle. Il se trouve à proximité de l'observatoire du même nom et du gros ouvrage de Soetrich.

## Description
Il s'agit d'un abri CORF (du nom de la Commission d'organisation des régions fortifiées), du type abri-caverne (l'autre modèle étant l'abri de surface). Il est de conception classique pour ce type d'ouvrage, à savoir une construction monolithique en béton armé. Situé en léger retrait de la ligne principale de résistance (LPR) et n'ayant pas vocation à avoir ses plans de feu intégrés à cette dernière, mais devant permettre sa défense de proximité, il est équipé à cette fin de deux cloches GFM (guetteur fusil-mitrailleur) battant les superstructures et de créneaux pour fusils-mitrailleurs en façade et sur ses portes d'accès.
Il était équipé de tout le nécessaire afin de lui permettre une autonomie totale tels que le dispositif d'alimentation en eau avec réserves, l'usine de production électrique et la cuisine.

## État actuel
Situé en propriété privée, il a été dépourvu de ses cuirassements supérieurs et sa façade remblayé, le rendant quasi invisible de nos jours. Seule la dalle supérieure émerge encore en partie et sert de soubassement a une maison d'habitation.